# Odoorn
Pour les articles homonymes, voir Odoorn (homonymie).
Odoorn est un village dans la commune néerlandaise de Borger-Odoorn, dans la province de Drenthe. Le 1er janvier 2007, le village comptait 1 856 habitants.
Odoorn a été une commune indépendante jusqu'au 1er janvier 1998. À cette date, la commune a fusionné avec celle de Borger pour former la nouvelle commune de Borger-Odoorn.

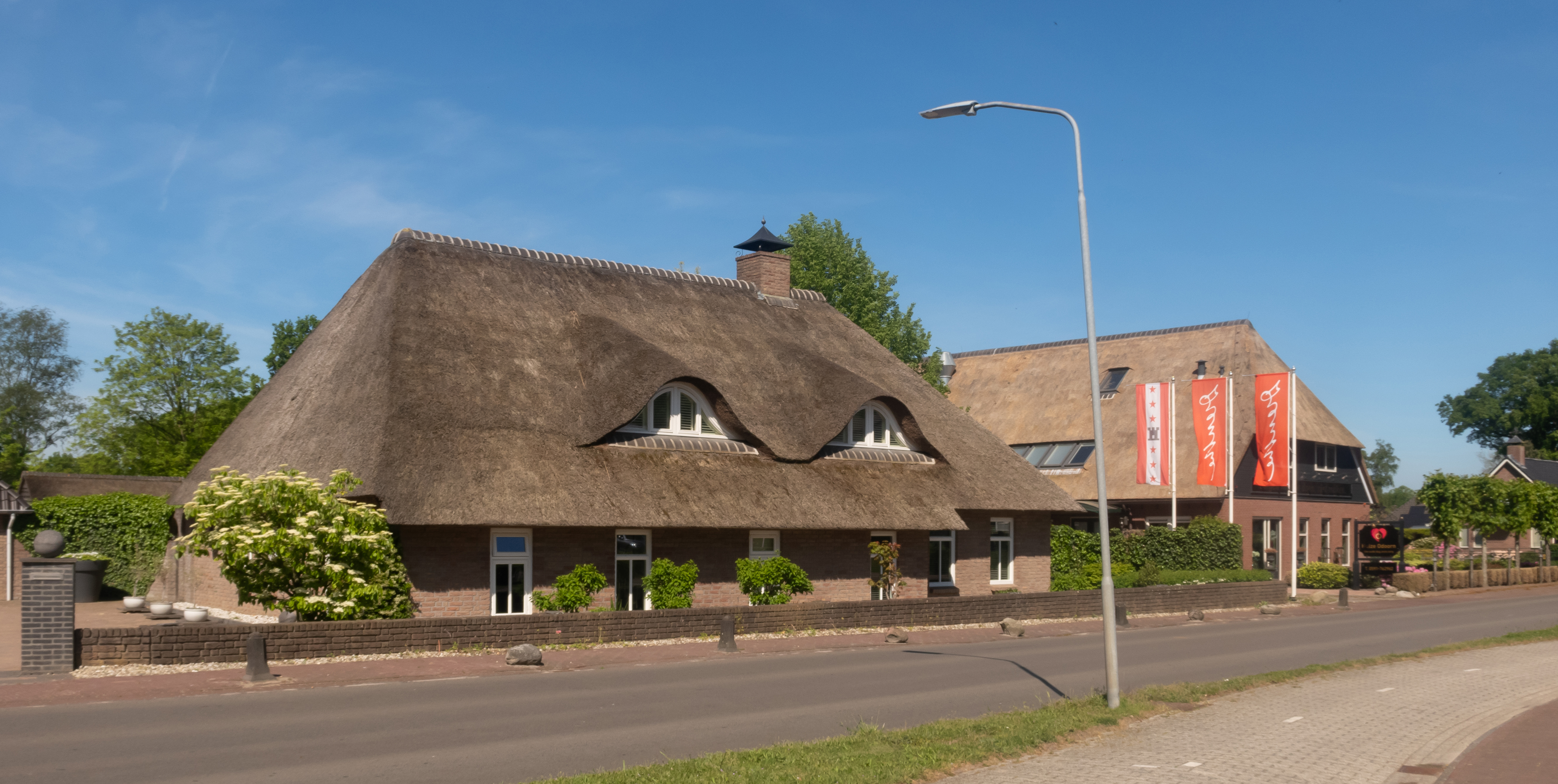
Odoorn, la villa dans la rue (Hoofdstraat) à côté de la Huize Odoorn